# Werner Henke

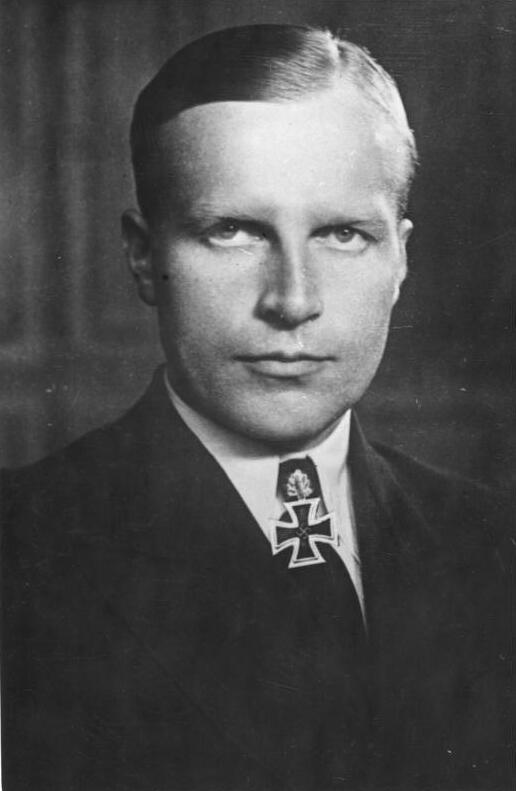
Werner Henke (1943)

Werner Henke (* 13. Mai 1909 in Thorn; † 15. Juni 1944 in Fort Hunt bei Alexandria (Virginia)) war ein deutscher Marineoffizier und U-Bootkommandant im Zweiten Weltkrieg. Mit U 515 ließ er auf sechs Unternehmungen 23 Schiffe versenken und beschädigte vier Schiffe, wobei 1145 Menschen starben. Allein 655 Tote gab es bei der Versenkung des britischen Passagierschiffes Ceramic in der Nacht zum 7. Dezember 1942. Nach der Versenkung von U 515 am 9. April 1944, bei der 16 Mann starben, ging er mit 43 seiner Männer in US-amerikanische Kriegsgefangenschaft. Aus Furcht vor einer Auslieferung an die Briten und Hinrichtung wegen der Ceramic-Versenkung versuchte er aus dem US-Verhörzentrum in Fort Hunt (P. O. Box 1142) zu fliehen und wurde auf der Flucht erschossen.

## Leben

### Ausbildung
Werner Henke war zunächst in der Handelsmarine tätig. Am 8. April 1934 trat er als Offiziersanwärter in die Reichsmarine ein. Nach seiner Offiziersausbildung kam Henke auf das Panzerschiff Admiral Scheer. Von März 1939 bis März 1940 diente er auf dem Linienschiff Schleswig-Holstein. Danach wurde er zur U-Bootwaffe versetzt.
Am 15. November 1940 stieg Oberleutnant zur See Henke als Zweiter Wachoffizier auf U 124, unter Kapitänleutnant Wilhelm Schulz, ein. Nach zwei Feindfahrten wurde er im Sommer 1941 Erster Wachoffizier auf diesem Boot. In dieser Funktion machte er zwei weitere Einsätze mit. Auf der letzten Fahrt als IWO war Kapitänleutnant Johann Mohr sein Kommandant.
Im November 1941 absolvierte Henke den Kommandantenlehrgang in Memel. Nach einer kurzen Zeit als Erprobungsgruppenleiter bei der Torpedobergungsgruppe Gotenhafen, bekam er im Januar 1942 mit U 515 sein eigenes Boot, das er am 21. Februar 1942 übernahm.

### U-Boot-Kommandant
Kapitänleutnant Werner Henke unternahm mit U 515 in der Zeit vom 12. August 1942 bis zum 9. April 1944 sechs Feindfahrten. Er konnte dabei insgesamt 25 Schiffe mit ca. 155.000 BRT versenken. Darunter befand sich das Zerstörer-Depotschiff Hecla. Ferner torpedierte Henke die Sloop Chanticleer, diese sank zwar nicht, wurde aber so stark beschädigt, dass sie nachfolgend außer Dienst gestellt werden musste. Ein weiteres Schiff und der Zerstörer Marne wurden beschädigt. Damit gehörte Henke zu den erfolgreichsten U-Boot-Kommandanten des Zweiten Weltkrieges. Er wurde mit dem Eichenlaub zum Ritterkreuz des Eisernen Kreuzes ausgezeichnet.

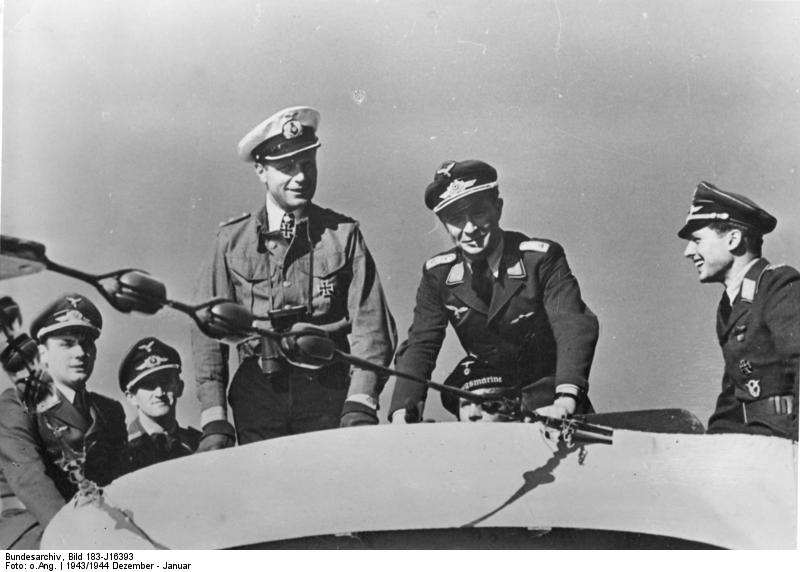
Werner Henke (stehend, 3.v.r.) an Bord eines U-Bootes

Auf seiner zweiten Feindfahrt versenkte U 515 am 7. Dezember 1942, westlich der Azoren, das britische Passagierschiff Ceramic. Diese Versenkung sollte für Henkes Schicksal entscheidend sein. Er wurde dafür, scheinbar vom Vereinigten Königreich (tatsächlich wurde dieser Vorwurf von den USA verbreitet), öffentlich beschuldigt, auf Überlebende geschossen zu haben. Das hätten 85 angebliche Überlebende der Ceramic berichtet. In Wirklichkeit hatte nur jener Mann überlebt, den U 515 an Bord geholt hatte, um etwas über das Fahrtziel des Schiffes und an Bord befindlicher Truppen zu erfahren. Die übrigen Schiffbrüchigen der Ceramic kamen durch den hohen Seegang ums Leben.
Am 9. April 1944 wurde U 515 nördlich der Insel Madeira vom U-Jagdverband des Captain Daniel Vincent Gallery aufgespürt. Die Flugzeuge des Geleitträgers Guadalcanal und vier Zerstörer griffen das Boot an. Es musste schließlich schwer beschädigt auftauchen. Henke und 43 seiner Männer gerieten in Gefangenschaft, während 16 Besatzungsmitglieder ums Leben kamen.

### Gefangenschaft
Da Henke davon überzeugt war, dass die Briten ihn vor einem Kriegsgericht aburteilen würden, wollte er unter allen Umständen in die USA gebracht werden. Er beging den Fehler, dem amerikanischen Kommandanten von dem Ceramic-Vorfall zu berichten. Gallery wollte diesen Umstand dazu nutzen, geheime militärische Informationen zu bekommen. Er ließ Henke eine schriftliche Erklärung unterschreiben, in der er sich zur Zusammenarbeit mit den amerikanischen Behörden verpflichtete. Andernfalls würde er den Briten ausgeliefert werden. Die Drohung war jedoch ein Bluff, um ihn zur Aussage und Zusammenarbeit zu bewegen.
Nach der Ankunft in den USA kam Henke in das amerikanische Verhörzentrum Fort Hunt in Virginia. Hier wurde er täglich mehrmals erfolglos verhört. Seine Erklärung habe er nur unter Zwang abgegeben. Die Amerikaner kündigten ihm daraufhin an, ihn nach Kanada zu bringen, wo er unter dem Einfluss britischer Behörden stünde.
Henke war überzeugt, dass die Briten ihn zum Tode verurteilen würden. Am Abend des 15. Juni 1944, einen Tag vor der geplanten Verlegung nach Kanada, kletterte er über den Lagerzaun, reagierte nicht auf die Warnrufe und wurde von den Wachsoldaten erschossen. Er wurde in ein Krankenhaus gebracht, wo jedoch nur noch sein Tod festgestellt werden konnte. In einem durch die Schweizerische Botschaft angeforderten Bericht wurde später festgehalten, der Posten habe vorschriftsgemäß gehandelt und Henke seinen Tod selbst verschuldet.
Henkes Grab befindet sich in der Kriegsgräberstätte von Fort George G. Meade, Maryland. Er wurde postum zum Korvettenkapitän befördert.

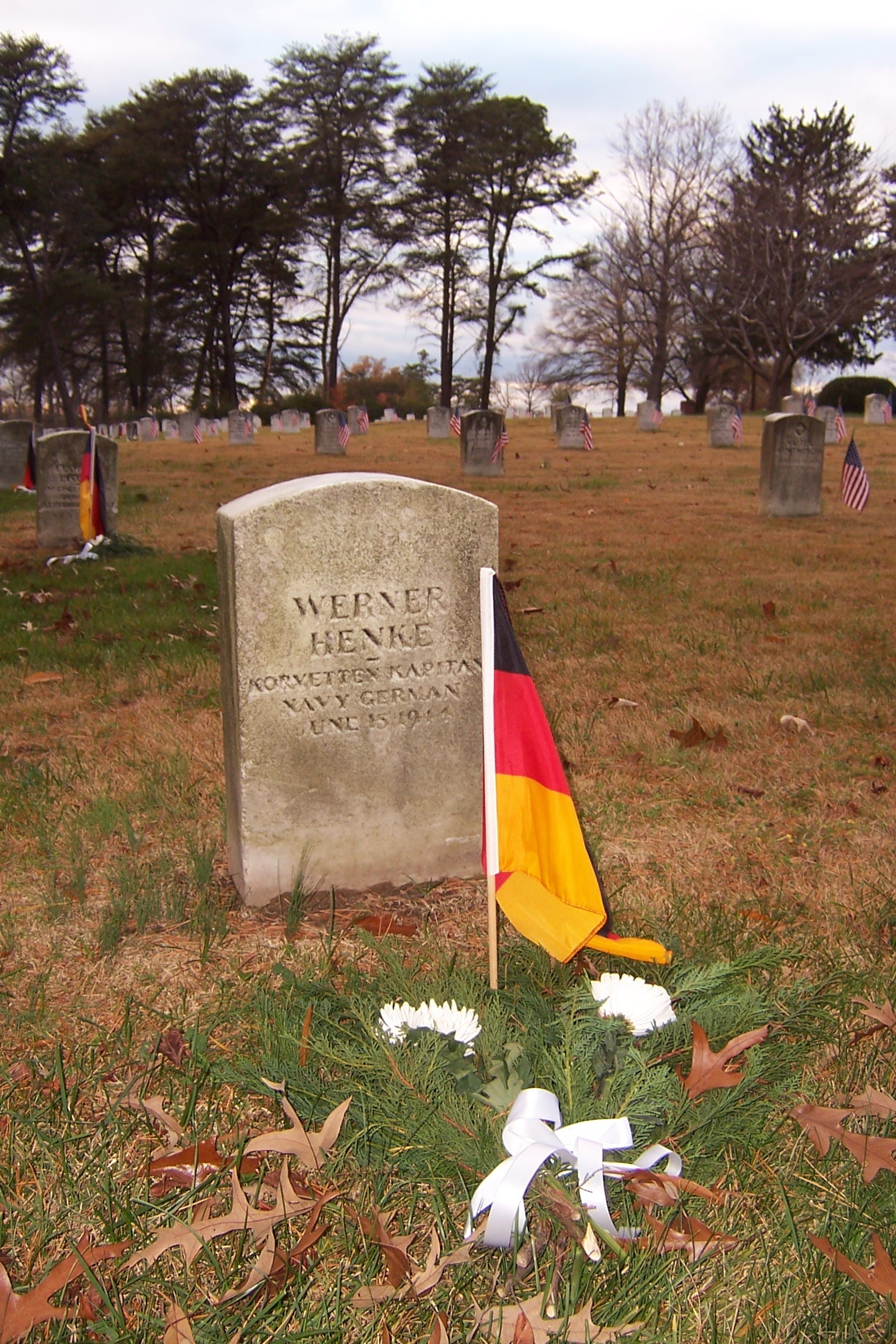
Henkes Grab in Fort Meade am Volkstrauertag 2008

## Dienstgrade
- 1. Juli 1934 Fähnrich zur See
- 8. April 1936 Oberfähnrich zur See
- 1. Oktober 1936 Leutnant zur See
- 18. Mai 1938 Oberleutnant zur See
- 31. Dezember 1941 Kapitänleutnant
- 18. März 1945 Korvettenkapitän (postum)

## Auszeichnungen
- Spanisches Marineverdienstkreuz am 6. Juni 1939
- Eisernes Kreuz (1939) II. Klasse
- U-Boot-Kriegsabzeichen (1939)
- Eisernes Kreuz (1939) I. Klasse am 4. Oktober 1941
- Ritterkreuz des Eisernen Kreuzes mit Eichenlaub[2]
  - Ritterkreuz am 17. Dezember 1942
  - Eichenlaub am 4. Juli 1943 (257. Verleihung)